# Comuna Vrhovine, Lika-Senj
Vrhovine (sârbă Врховине) este o comună în cantonul Lika-Senj, Croația, având o populație de 1.381 de locuitori (2011).

## Demografie
Componența etnică a comunei Vrhovine
     Sârbi (80,23%)
     Croați (12,74%)
     Necunoscut (5,5%)
     Neclasificat (1,09%)
Componența confesională a comunei Vrhovine
     Ortodocși (80,16%)
     Catolici (14,48%)
     Fără religie și atei (2,39%)
     Necunoscută (2,46%)
     Alte religii (0,51%)
Conform recensământului din 2011, comuna Vrhovine avea 1.381 de locuitori. Din punct de vedere etnic, majoritatea locuitorilor (80,23%) erau sârbi, cu o minoritate de croați (12,74%). Apartenența etnică nu este cunoscută în cazul a 5,5% din locuitori. Din punct de vedere confesional, majoritatea locuitorilor (80,16%) erau ortodocși, existând și minorități de catolici (14,48%) și persoane fără religie și atei (2,39%). Pentru 2,46% din locuitori nu este cunoscută apartenența confesională.